# Pałac w Brzegu Dolnym
Pałac w Brzegu Dolnym – zabytkowy pałac, zlokalizowany w centrum Brzegu Dolnego, nad Odrą, przy ul. Kochanowskiego.

## Opis
Karl Georg von Hoym dokonał przebudowy barokowego pałacu w stylu klasycystycznym ok. 1785, według projektu śląskiego architekta Carla Gottharda Langhansa. Obok wybudowano oficynę pałacową, która zachowała styl klasycystyczny do dziś. Nieopodal pałacu funkcjonował browar i dobrze prosperujący folwark należący do właścicieli miasta. Na północ od pałacu założono rozległy park w angielskim stylu z egzotycznym drzewostanem. Park przyozdabiały budowle rekreacyjne zaprojektowane również przez Langhansa, basen kąpielowy, herbaciarnia, leśniczówka i mauzoleum  rodu von Hoym. Okazały park spełniał również zadania praktyczne. Na jego obszarze znajdował się młyn zbożowy napędzany wodą pochodzącą ze stawów parkowych, a nawet uprawiano winną latorośl. W 1945 pałac spłonął. W parku zachowało się kilka stawów - np. Czarny Staw, Łabędzi Staw, czy otoczona wodą Wyspa Kormoranów. Część północna parku przeszła w latach 2014–2020 kompleksową rewitalizację. Nadal jednak bardzo poważnie zdewastowane pozostaje m.in. Mauzoleum von Hoymów.
Obecnie w pałacu działa Dolnobrzeski Ośrodek Kultury oraz Urząd Miasta i Gminy. W części parku urządzono stadion miejski i korty tenisowe.

## Galeria

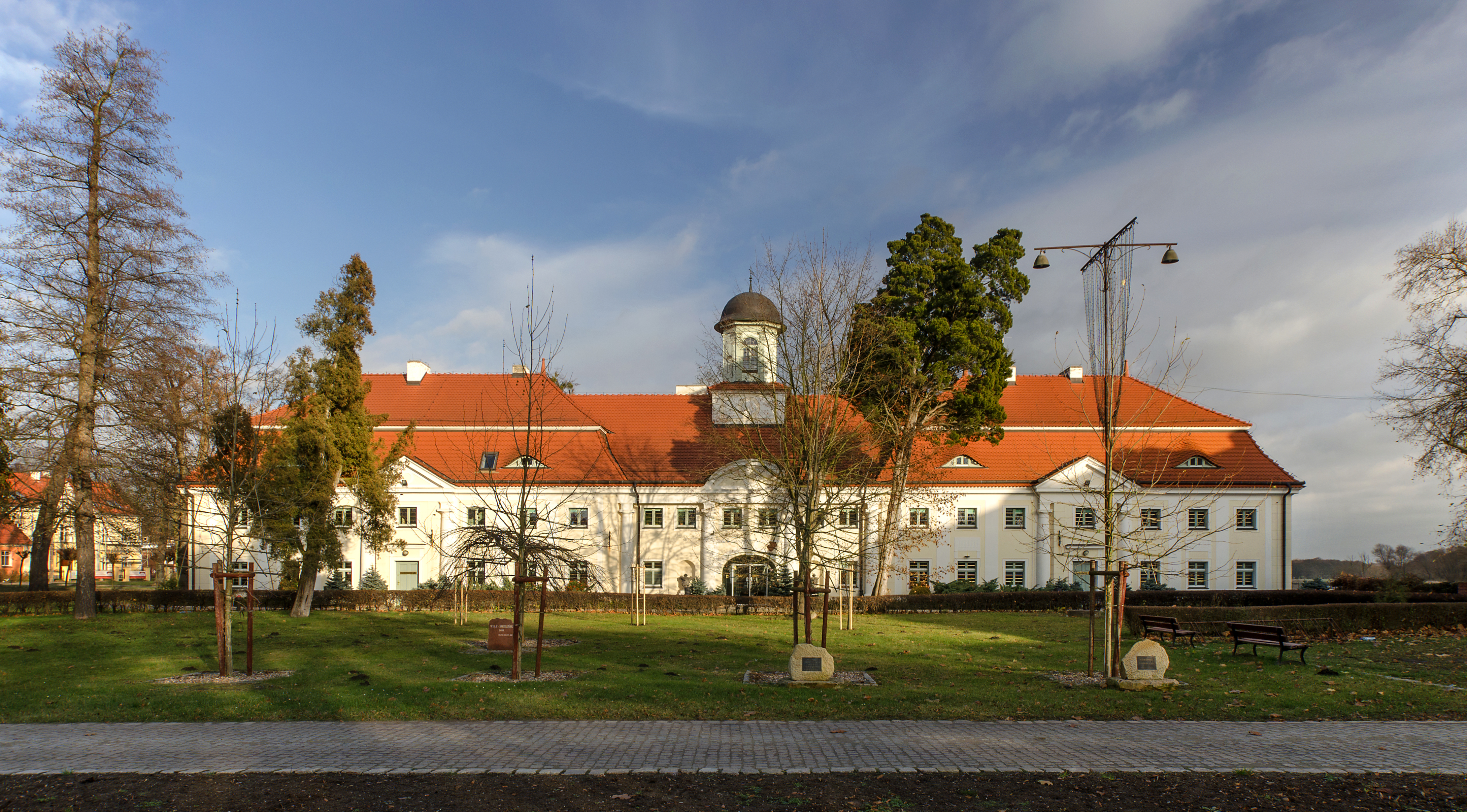
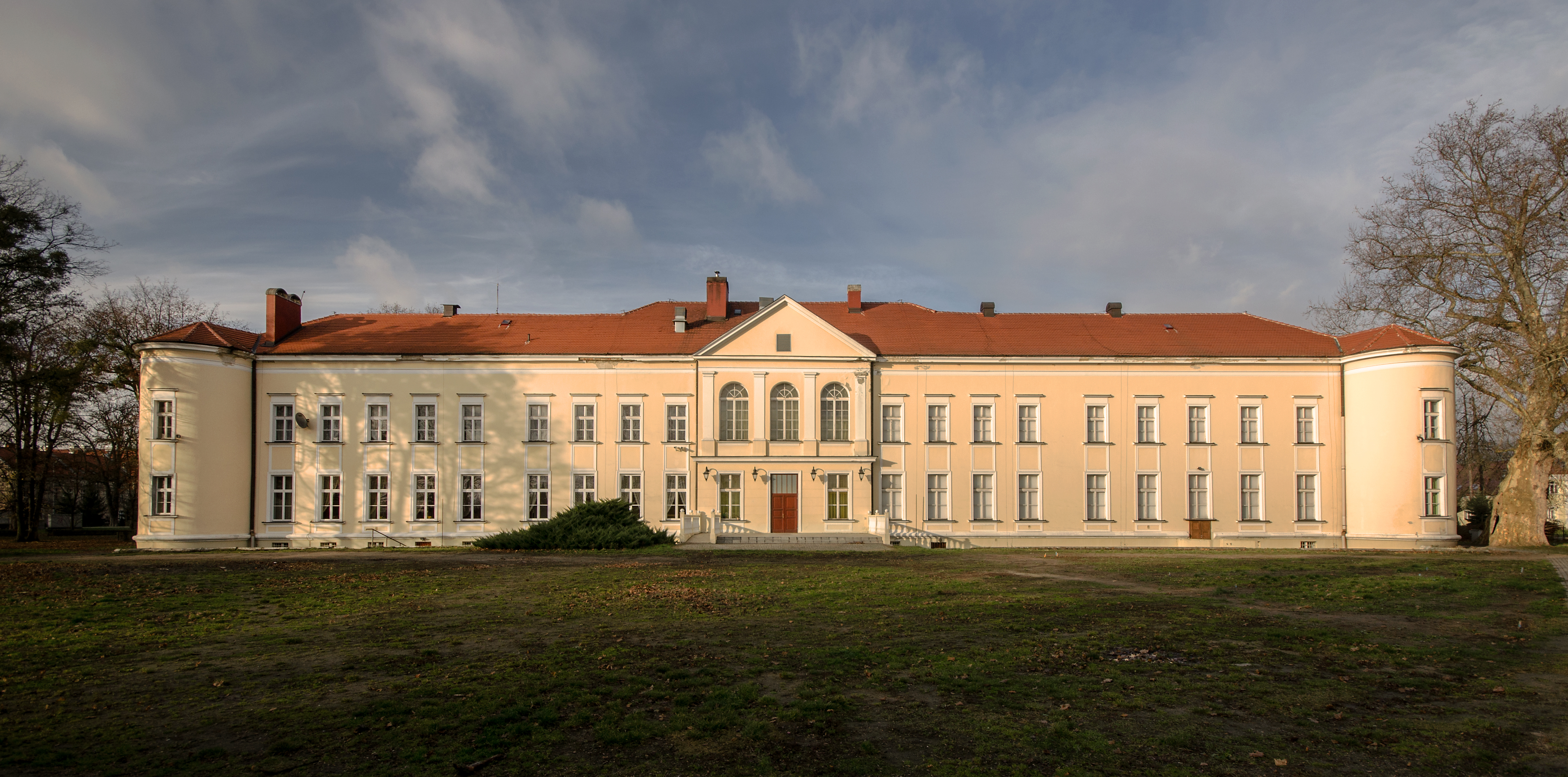
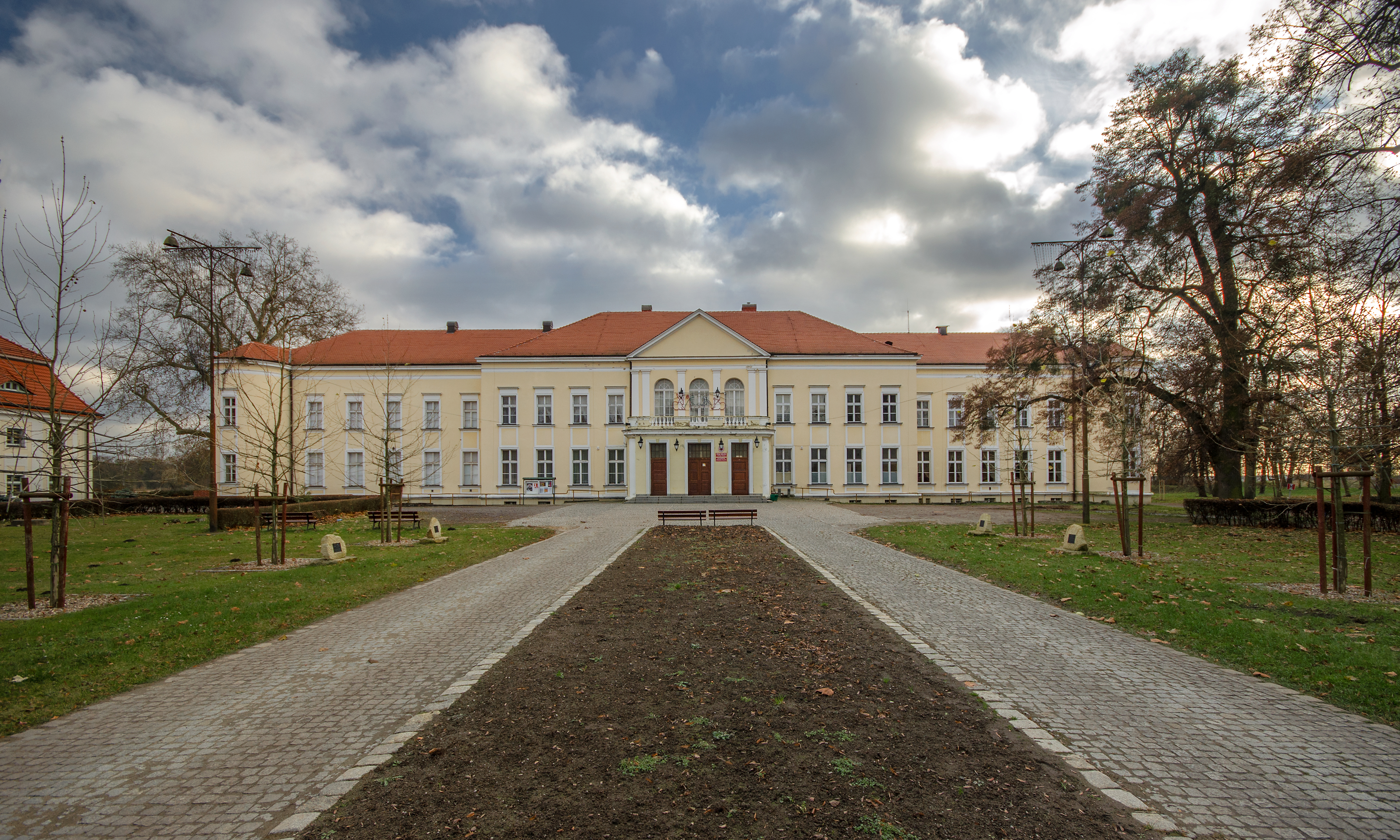